# Pink Ribbon
Pink Ribbon je charitativní pro-am turnaj ve snookeru, pořádaný v Gloucesteru.

## Historie
Turnaj se pořádal poprvé v roce 2010 jako charitativní akce za účelem získat prostředky a zvýšit povědomí o rakovině prsu. Od té doby je pořádán každoročně a zúčastnila se ho řada profesionálů a amatérů. Pro tento turnaj jsou typické růžové vesty anebo polokošile, které hráči oblékají.
První ročník v roce 2010 vyhrál Michael Holt, který porazil Jimmy Whitea 6-5. V roce 2011 se Michael Holt dostal opět do finále, ale prohrál s Markem Joycem 4-0. Třetí ročník vyhrál Stuart Bingham nad Peterem Linesem 4-0. V roce 2013 zvítězil Joe Perry nad Barry Hawkinsem 4-3. V roce 2014 získal trofej Peter Lines, když porazil ve finále Leeho Walkera 4-1. Ronnie O'Sullivan se stal v roce 2015 pátým vítězem, když ve finále porazil Darryna Walkera 4-2.

## Vítězové
| Rok  | Vítěz             | Poražený      | Výsledek | Sezóna  |
| ---- | ----------------- | ------------- | -------- | ------- |
| 2010 | Michael Holt      | Jimmy White   | 6-5      | 2010/11 |
| 2011 | Mark Joyce        | Michael Holt  | 4–0      | 2011/12 |
| 2012 | Stuart Bingham    | Peter Lines   | 4–0      | 2012/13 |
| 2013 | Joe Perry         | Barry Hawkins | 4–3      | 2013/14 |
| 2014 | Peter Lines       | Lee Walker    | 4–1      | 2014/15 |
| 2015 | Ronnie O'Sullivan | Darryn Walker | 4-2      | 2015/16 |